# 2007年-2008年の世界食料価格危機

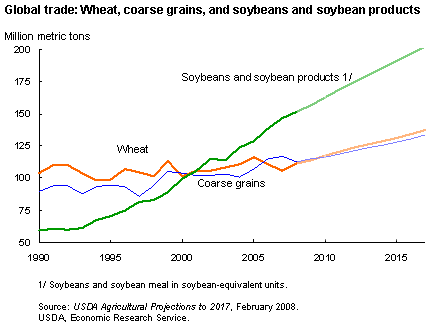
世界の小麦、雑穀類、大豆の取引量の推移。1990年-2008年は実測、2016年までは予想。米国農務省、2008年。

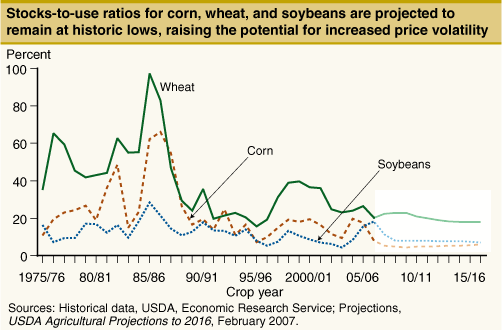
米国の大豆、トウモロコシ、小麦の在庫率の推移。1977年-2007年は実測。2016年までは予想。米国農務省、2007年9月

2007年から2008年にかけて、世界の食料価格は劇的に上昇し、国際的な危機の状態をもたらし、貧しい国や開発途上国において、政情不安、経済不安と治安悪化を引き起こした。
高騰し続ける世界的な食料価格の合理的な説明は議論の対象となっている。2006年の暮れから始まった食料価格の高騰の最初の原因は、穀物生産国における旱魃や原油価格の上昇だった。原油価格の上昇は、肥料、食料の輸送、工業化された農業に影響を与えた。他の原因は、先進国におけるバイオ燃料の利用、アジアにおける中産階級の増大とそれによる食生活の多様化による需要（特に肉類）の増加が可能性として挙げられる。これらの要素と世界の食料備蓄の減少が絡み合い、劇的な世界的食料価格の高騰に繋がった。期間も議論の対象になっている。これらの要素には貿易や農業の構造的な変化、先進国における農産物価格の維持と農家への補助金の交付、食料の燃料への転用、商品作物への投機と気候変動も含まれる。

## 急激な価格上昇
2006年の初めと比較して、世界のコメの価格は217%上昇し、小麦は136%、トウモロコシは125%、大豆は107%増加した。2008年の4月、コメの価格は7ヶ月前の2倍に近い1ポンドあたり24セントに達した。

## 要因
いくつかの理由が食料価格高騰の原因となっている。アナリストはパーフェクト・ストームによる世界各地での凶作、バイオ燃料の利用の増加、食糧備蓄の減少、連邦準備制度理事会が政策金利を引き下げたことにより、貨幣が長期間に渡って富を維持する手段ではなくなった（人々は需要の増大した食料に投資し、そのため価格が高騰した）こと、アジアにおける需要の増大、原油価格の上昇、グローバル資本主義への変化が原因であると考えている。先進国における農家への補助金は世界食料価格高騰の積年の要因であった。

### 食料のバイオ燃料への転用
食料価格高騰のある合理的な説明は穀物（特にトウモロコシ）をバイオ燃料に利用していることによるというものである。毎年1億トンの穀物が食料から燃料に姿を変えていると予想されている（2007年の世界の穀物生産量は約20億トンである）。農家が前の年に比べ燃料になる穀物を生産するのに熱心になるのに従い、食料が生産できる土地と資源はその分だけ減少した。このことは食費が非常に限定されている開発途上国及び後発開発途上国が購入可能な食料の減少を招いた。この危機は例えば普通の自動車の燃料タンクをバイオ燃料で満たすこととアフリカの人が1年間に食べるトウモロコシが同じ量であるということが示唆するように、ある意味において豊かな国と貧しい国を二分しているように見える。
2007年の暮れ、トウモロコシがバイオ燃料へ利用されることが増加し、トウモロコシの価格はトレーダーによって原油価格と関連付けられ、結果としてトウモロコシの価格が上昇する「アグフレーション」が起こったが、それは他の代替穀物の価格の上昇、（最初は小麦と大豆、続いてコメ、大豆油と種々の調理油の価格上昇）ももたらした。
米国に次ぐ世界第2位のエタノール生産国であるブラジルは、世界で初めて持続可能なバイオ燃料経済について考え始めた国であるが、ブラジル政府はエタノール産業に基盤を置くブラジルのサトウキビは2008年の世界食料価格危機には何ら影響を及ぼしていないと主張している。
ドイツのアンゲラ・メルケル首相は食料価格の高騰は農業政策の拙さと開発途上国における食生活の変化が原因であり、一部の評論家が唱えているようなバイオ燃料によるものではないと述べた。2008年4月29日、米国のジョージ・W・ブッシュ大統領は記者会見で「世界の食料危機の85%は気候変動と、需要増加、エネルギー価格のせいだ」と述べ、「残りの15%はエタノールのせいだ」と認めた。2008年7月4日、ガーディアン紙はバイオ燃料によって食料価格が75%上昇しているという世界銀行の推測を報じた。
セルロース・エタノールや藻類燃料のような第2世代、第3世代のバイオ燃料なら将来この問題を解決できるかもしれない。しかし、それらのバイオ燃料の実用化にはより進んだ農業技術の開発が必要とされるのに対して、トウモロコシから燃料を作る技術は熟成されており、また素早く作ることができる。

### 世界人口の増加

食料生産の増加は人口の増加を上回っている。

一部の評論家はこの食料危機は前例のない人口の増加が主な原因であると主張しているが、 他の者は世界の人口増加率は1980年代以降劇的に減少しており、 一方、利用可能な穀物は人口の増加を上回るペースで増加していると指摘している。一人当たりの食料生産量は1960年代から上昇し、この傾向は2006年から2007年の収穫においても劇的な変化はない。1900年当時、16億人だった世界人口は現在66億人にまで膨れ上がっていると推定されている。 例えばメキシコの人口は1900年当時1360万人だったが、2007年には1億700万人にまで増加した。 米国の人口は2004年7月1日から2005年の7月1日までの1年間に280万人増加した。
世界で1年間に増えた人口は1980年代後半の8700万人から2002年には7500万人に減少し、そこでしばらく安定していたが、2007年は7700万人とまたゆっくりと増加し始めた。 世界人口はこのままのペースで行くと2042年までに90億人に達するものと見られている。

### アジアの需要の増加
過去20年間、アジアにおいて中産階級の人口は増加した。アジアでは巨大な貧富の格差が依然として残っているが、この地域における中産階級は劇的に増加し、この傾向はまだ続くものと予想されている。中産階級は1990年の国の人口に占める割合とそれぞれ比較して、インドでは9.7倍、中国では8.6倍増加した。しかし、2008年の増加率はそれぞれ約30%と約70%となった。 富裕層の増加に伴い、ライフスタイルと食生活の変化が起こり、より多くの種類の食物と肉類の需要が高まり (ご飯に代わりハンバーガーが求められるようになった)、 より多くの農業資源への需要に繋がった。この需要は2003年以降の原油価格の上昇と共に劇的な食料価格高騰の原因になった。
|        | インド | 中国 | ブラジル | ナイジェリア |
| ------ | ------ | ---- | -------- | ------------ |
| 穀類   | 1.0    | 0.8  | 1.2      | 1.0          |
| 肉類   | 1.2    | 2.4  | 1.7      | 1.0          |
| 牛乳   | 1.2    | 3.0  | 1.2      | 1.3          |
| 魚介類 | 1.2    | 2.3  | 0.9      | 0.8          |
| 果物類 | 1.3    | 3.5  | 0.8      | 1.1          |
| 野菜類 | 1.3    | 2.9  | 1.3      | 1.3          |

国際食糧政策研究所の所長であるヨアヒム・フォン・ブラウンは、新たに成功した人々のゆっくりとした食生活の変化が世界の食糧価格上昇の最も重要な要因であると述べた。 しかし、世界銀行は食生活の変化はバイオ燃料の影響に次ぐものであるとした。
国連食糧農業機関の2008年4月における分析では、世界の穀物消費は2006年以来1%上昇した。食糧の消費が増加したところでは主として食料に付加価値が加えられ、先進国や開発途上国で販売されている。 2006年以降の世界全体の穀物消費の増加（3%の増加、2000年から2006年にかけては年間平均2%増）は非食品用途、特に飼料とバイオ燃料への利用が最も多かった。 1kgの牛肉を得るには7kgの飼料が必要である。それゆえ、これらの報告では質素な穀物を消費する貧困層の人口増加ではなく、工業や飼料への集中した食料の利用が食料価格高騰の原因となったと結論付けた。

### 原油価格の上昇の影響
原油価格の上昇は肥料のコストを押し上げた(いくつかの例では、2008年4月までの6ヶ月間に価格は倍増した)。 それらの多くは製造する際に石油や天然ガスを必要とする。 ハーバー・ボッシュ法を用いて水素を生成するためには化石燃料の中でも天然ガスを利用するのが主であるが、天然ガスも原油と似たような供給の問題を抱えている。なぜなら、天然ガスは石油の代替として利用されることもあるからである(例えば、液化天然ガスは火力発電に利用される)。こうして石油の価格の上昇は天然ガスの価格の上昇、ひいては肥料の価格上昇に繋がるのである。
肥料のコストには原油だけではなく、これまた需要増で価格が上昇している炭酸カリウムのような物質も含まれる。 このような原材料費の高騰のため、農産物の在庫価格が上昇しているのである。
原油は工業化された食料の生産や輸送における最も重要なエネルギー源でもある。 液化石油燃料の高騰は、結果として一部の食料をエネルギーに転用することになるバイオ燃料の需要増をもたらした。 世界で最も貧しい人々の1人当たりの石油消費量はとても低いが、この大部分は、米国のような農業大国から輸入される、彼らの食料を生産するために用いられている燃料である。このため、原油価格が低いときにぎりぎりの生活をしていた人々は、原油価格が上昇すると非常に打撃を受けやすく、生きるために必要な栄養を毎日十分得ることができなくなるかもしれない。ある農家はトラクターのような農業機械にバイオ燃料を利用することによって工業化された農業における原油価格の影響を軽減している。

### 世界の食糧備蓄の減少
過去において、各国は相当量の食料を備蓄する傾向にあったが、最近は食料が高いペースで増産され、また、簡単にそれらを輸入することができるようになったため、高い備蓄量を保つことの必要性はあまり強調されなくなった。そのため、例えば2008年の2月には、米国の小麦の備蓄量は過去60年間で最も低い水準になっている。

### 金融投機
不安定要素の1つとして、金融機関の無差別な貸付と不動産への投機は、2008年1月の証券市場危機に繋がり、商品先物取引への投機にも影響を与えた。 特に米国は景気後退に繋がりうる重大な経済危機に瀕している。
デリバティブ市場の崩壊に続く商品先物取引に対する投機は「コモディティ・スーパー・サイクル」理論によるものである。素早い利益を求める投資家は何兆ドルもの資産、住宅ローン債券とともに市場から取り除かれ、彼らのうちの一部は農産物や工業品に投資した。このアメリカ人の先物への投機は食料生産のグローバル化を反映して世界の食品価格に影響を与えた。それはフランシス・ムア・ラッペが描いた民主主義の根幹を揺るがす富の集中の世界の具現化だった。彼女は雑誌「ネイション」の最近の記事で「食料不足は起こっていない。しかし、食料が社会において単なる商品に過ぎず、市場に参加する人から世界の人々の権利が守られない限り、また農業が脆弱なままであり続ける限り、農家がいかに多くの収穫を得ても多くの人が飢えるだろう」と語っている。

### 貿易自由化の影響
第三世界ネットワークのマーティン・コーのような一部の理論家は、 1970年代から1980年代以来、国際通貨基金と世界貿易機関の農業に関する協定が債務国の自由市場化を促し、多くの開発途上国で食料の供給がそれぞれの国で独立した状態から貿易により互いに依存する状態へと変化したと指摘している。開かれた開発途上国では先進国の支援を得て食料を生産、輸出し、開発途上国は世界で最も貧しい地域においてでさえ、地方の零細農家が生産する食料の輸出に依存するようになった。
一部の先進国は自由市場化への期待から開発途上国への支援を中止するよう圧力をかけているが、豊かな国は彼らの契約農家への莫大な支援を続けている。近年、米国政府は食料としてではなくバイオ燃料として利用する食料の生産を支援する補助金を追加した。

### 米国におけるバイオ燃料への補助金
国連食糧農業機関とECMBは世界の陸地の農地利用は1980年代以降減少し、米国、EU以外の補助金も2004年以降減少し、米国が農作物をバイオ燃料へ転用し始めてから供給が脆弱になったと報告した。
 米国農務省によると世界の小麦の輸入量と在庫量は減少し、米国国内における消費も停滞、世界の小麦生産もまた2006年から2008年にかけて減少した。
米国では政府のエタノール製造者に対する補助金の給付が農家のバイオ燃料生産を促した。それまで食料として利用されていたトウモロコシはエタノールを生産するために利用されるようになり、米国はトウモロコシエタノールの最大生産国となった。その結果、2006年から2007年にかけて米国のトウモロコシの23%はエタノールへ転用され（2005年から2006年と比べて6%の上昇）、農務省は2007年から2008年にかけて米国で8100万トンのトウモロコシがエタノール製造に利用されると予想しており、その割合は37%に上昇するとみられている。 これは食料の転用だけでなく、農地の転用をも意味している。
それにもかかわらず、エタノール製造を支持する人々はトウモロコシのエタノール製造への利用は世界で起きている食料を求めた暴動とはなんら関係ないと主張しており、それらの原因はコメと原油価格の上昇であり、バイオ燃料は何ら関係ないとしている。
しかし、世界銀行の報告によれば、バイオ燃料は食料価格を75%引き上げたとされている。5年間の月ごとの分析は世界の穀物消費量の上昇と旱魃も価格上昇の原因であるがこれはわずかな影響しか与えていないと報告し、EUと米国が利用しているバイオ燃料が食料の供給と価格上昇の最大の原因であると主張している。まだ4月が終わったにだけに過ぎないが、エコノミストはブッシュ大統領が不満をかわすために報告書がまだ提出されていないのだと信じている。また、サトウキビから作られたバイオ燃料は穀物と植物油から作られたバイオ燃料ほど劇的な影響を与えていないという研究結果も報告された。

### 休耕地
2008年4月9日のニューヨーク・タイムズによると、米国政府は保護計画の下、休耕地を保有する農家に対し補助金を給付することが明らかになった。この政策は2007年の時点で休耕地だった3680万エーカー（14万8900km2）に及び、これは米国の耕地面積の8%であり、ニューヨーク州よりも広い。

### 農家への補助金
世界的な食料危機は先進国による歪んだ農業補助金制度の廃止の声を呼び覚ました。OECDの推定によると、OECD加盟国による農家への補助金は1年当たり2800億米ドルに上り、2004年の公的な開発支援は800億米ドルであり、農家への支援は食料価格の形成に歪んだ影響を与えている。. ブッシュ政権下の2002年に導入された米国の農家への補助金制度は80%増額され、米国の納税者に1900億ドルもの負担を強いている。. 2003年、EUは共通農業政策を2013年まで延長することを合意した。 国際連合開発計画の元総裁であるマーク・マロック・ブラウンは共通農業政策のような農家への補助金制度を見直すよう呼びかけている。

### 歪んだコメの世界市場
日本は世界貿易機関の規定により毎年76万7000トンものコメを米国、タイなどの国から輸入することを義務付けられている（ミニマム・アクセスも参照）。これは2005年の日本におけるコメの国内生産量が1100万トン、2003年から2004年の消費量が870万トンであり、国内需要を100%満たしている事実があるにもかかわらずである。 日本がこのコメを同意なく他の国へ再輸出することは許されていない。このコメは普通在庫へ回され、動物の飼料として利用される。圧力の下、米国と日本はこのような規制を撤廃すべく交渉を行っている。1500万トンもの高品質の米国産のコメがまもなく市場へ入る予定である。

### 自然災害による収穫不足
いくつかの地域では気候変動により穀物の収穫に異常を来たしている。その中でおそらく最も大きな影響を与えているのはオーストラリア、その中でも特に巨大な小麦とコメの穀倉地帯である肥沃なマレー川とダーリング川の流域で続いている旱魃である。旱魃が起きる前と比べてコメの年間生産量は98%も減少してしまった。オーストラリアは米国に続く世界第2位の小麦輸出国であり、豊作の時には2500万トンもの小麦を生産しており、主要な輸出品目であった。しかし、2006年の収穫は980万トンに過ぎなかった。2006年にカリフォルニア州のサンホアキン・バレーで起こり、数多くの家畜が死んだ熱波や、2008年のインドのケーララ州で起こり、穀物に損害を与えた集中豪雨も食料の価格に影響を与えている。科学者はこれらの災害のいくつかは予想されていた気候変動の影響と矛盾するものではないと述べている。
2008年5月にミャンマーを襲ったサイクロン・ナルギスの影響によりコメの価格が上昇した。ミャンマーはコメの輸出国であったが、 減産のため政府による価格調整が行われ、農家への奨励金は減額された。高潮のためエーヤワディ・デルタは30マイル(48km)にわたって水田が浸水し、塩害が懸念されている。FAOは2008年ミャンマーは60万トンのコメを輸出すると予想していたが、サイクロンの影響でミャンマー史上初めてコメを輸入せざるを得ないのではないかと危惧されており、それにより世界のコメ価格がさらに上昇するものとみられている。

### 土壌と生産性の喪失
ブルース・サンドクイストは主に土壌の浸食、地下水の枯渇や都市化のため、毎年巨大な耕作可能地が失われていると指摘している。彼によると、「毎年60万km2もの土地が劣化しているため、その土地は生産性を失い、荒地になっている」といい、そこまで劣化していない土地も穀物の生産に問題を抱えているという。
それに加え、農業の生産活動は地下水の枯渇によっても失われている。中国北部では特に再生不可能な帯水層が枯渇し、現在穀物の生産に悪影響を与えている。.
都市化は耕作地減少の他の、小さな、難しい要因であるとみられている。.

### 空気中のオゾン量の変化
食料価格危機の環境的な要因として空気中のオゾン量の変化が可能性として挙げられる。植物は空気中のオゾン量の変化に敏感に反応することが知られており、小麦や大豆のような重要な穀物の減産は空気中のオゾン量の増加の結果であるのかもしれない。中国の長江デルタ流域でキャベツと同じアブラナ科アブラナ属であり、中国で利用される植物油の3分の1の原材料であるセイヨウアブラナを利用して空気中のオゾンの量の変化が植物の発育にどう影響を与えるかを調べる研究が行われた。高濃度のオゾンを含んだ室内で育てられた植物は通常と比べて10%から20%大きさと質量が減少し、種と油も同様に減少していた。

## 開発途上国への影響
2007年から2008年にかけて、国際的に主要な穀物価格が劇的に上昇した。小麦の国際市場価格は2007年2月から2008年2月にかけて倍増し、1ブッシェル当たり10米ドル以上になった。コメの価格もこの10年で最高の価格に達した。いくつかの国では牛乳と肉類の価格が倍以上になり、大豆は2007年12月にこの34年間の最高価格を記録し、トウモロコシの価格も劇的に上昇した。
2007年、開発途上国の食料の輸入の合計額は25%上昇したとみられている。海外開発研究所の研究員はこの問題が食料援助の減少を招くことを示唆した。食料援助は量ではなく予算で運営されているため、食料価格の上昇は世界食糧計画が現在の計画を維持するためには新たに5億ドルを必要とすることを意味する。
中国やブラジル、インド、インドネシア、ベトナム、カンボジア、エジプトなど主要なコメ輸出国は国内の需要を満たすためコメの輸出に厳しい規制を課した。逆にアルゼンチン、ウクライナ、ロシアとセルビアを含むいくつかの国では小麦や他の食料の輸出に対し高い関税を課したりブロックするなど市場の孤立化に努めたため、輸入国はさらなる食料価格の上昇に見舞われた。そして北朝鮮では2008年の6月に政府の職員が「生きることはもはや困難である。国民は皆死につつあるようだ」と述べるまでに至った。しかしこの国はこの困難な時期にもかかわらず食料を完全に支援に依存している。

## 農家への影響
もし、世界食料価格危機がローカル市場に影響を与えるならば、世界の開発途上国の農家は食料価格の上昇によって利益を得ることができる。海外開発研究所の研究員によると、これは農家の市場価格の変動に対応できるかという資質に依存するという。経験によれば短期的には農家はクレジットを欠くため取引は迅速性を要するが、近年のアジアの緑の革命やアフリカの多くの国々で見られるように中長期的には彼らは利益を得ることができるという。

## 暴動と各国政府、地域の対応
価格の上昇はアジア、アフリカの一部で影響を与え、ブルキナファソ、カメルーン、セネガル、モーリタニア、コートジボワール、エジプト、とモロッコでは2007年の暮れから2008年初頭にかけて食料が手に入らないことに対する抗議と暴動が起こり、メキシコ、ボリビア、イエメン、ウズベキスタン、バングラデシュパキスタン、スリランカ、と南アフリカでも同様の暴動や社会不安が起こった。

### メキシコ
メキシコのフェリペ・カルデロン大統領は財界首脳と会談し150種類以上の食料品の価格を2008年の終わりまで現在の価格のまま凍結することで合意した。この法案は前の月に4.95%を記録し、2004年12月以来最高となったインフレ率を抑制するために導入された。
対象となるのはコーヒーやイワシ、マグロ、スープ、紅茶などで、価格の凍結は12月31日まで実施される。これは連邦政府と連邦商工会議所との間で現在の食料危機を世界と同じレベルまで軽減し、またインフレを抑制するために合意された。

### バングラデシュ
食料価格の高騰と安い賃金に怒った1万人の労働者が首都ダッカ周辺で車やバスを壊したり、工場を破壊するなどの行為を行った。この暴動のため少なくとも20人の警官を含む数十人がけがを負った。皮肉なことにこの国では2002年に食料の完全自給を達成していた。しかし、バイオ燃料の台頭のため食料価格は劇的に高騰した。
エコノミストはこの国では1億5000万人のうち3000万人が飢餓の危機に直面する可能性があると推測している。

### ブラジル
2008年4月ブラジル政府はコメの輸出を一時的に停止することを発表した。この措置は国内の消費者を保護することが目的だった。

### ブルキナファソ
ブルキナファソでは食料価格が65%上昇し、2月22日、2番目と3番目に大きな都市で暴動が起きた。しかし、首都ワガドゥグーでは軍が出動し要所で厳戒態勢が敷かれたため抑制されていた。政府は食料への課税を軽減し、政府が持っている食料の在庫を放出することを約束した。ある都市では100人以上の人が逮捕された。

### カメルーン
カメルーンは世界第4位のカカオの生産国であるが、2008年2月下旬、暴騰した食料及び燃料とポール・ビヤ大統領が任期を延長することに抗議する大規模な暴動が起こった。この暴動で少なくとも7人が死亡し、その後死者は24人に増え、過去50年間で起きた中で最悪なものとなった。これに対し政府はコメ、小麦粉、魚などの輸入品への課税を軽減を行った。政府は小売業者との間で輸入品に対して減税することで合意した。しかし、2008年4月下旬、物価は下がらず、それどころか上がっているとさえ報告された。
2008年4月24日、カメルーン政府はカメルーンの食料生産を倍増し、食料の完全自給を目指す2年間の緊急計画を策定したことを発表した。

### コートジボワール
3月31日、コートジボワールの首都アビジャンで警察が催涙ガスを使用し、食料価格の高騰に抗議する暴動に参加し、市内を占拠していた人々数十人がけがをした。この暴動は食料と燃料の高騰（中でも牛肉は1kg当たり1ドル68セントから2ドル16セントに、ガソリンは1ℓ当たり1ドル44セントから2ドル4セントにわずか3日の間にそれぞれ値上がりしていた）ことに抗議するものだった。

### エジプト
エジプトでは4月8日、食料の価格高騰に抗議する暴動が起こり、暴徒らは工業都市エル＝マハッラ・エル＝コブラ市を占拠したが、その後警察が介入した際に発砲し、少年が頭を撃ち抜かれて死亡した。エジプトでは特にパンの価格が高騰し、最近数ヶ月の間に倍になった。

### エチオピア
エチオピアでは旱魃と食料価格危機により数千人が飢餓の危機に瀕している。

### ハイチ
2008年4月12日、食料暴動を受けハイチ上院はジャック・エドゥアール・アレクシ首相の解任を決議した。この暴動に関して少なくとも5人が死亡した。米やマメ、果物、コンデンスミルクなどの値段は2007年末以来50%上がり、燃料費は2ヶ月で3倍となった。政府は米の価格を15%値下げして秩序を回復しようと試みた。

### インド
インドでは2007年、西ベンガル州において食料不足による暴動が起きたと報告されている。また、インド政府は高付加価値のバスマティ種を除くコメの輸出を停止した。

### インドネシア
インドネシアでは2008年1月以降主な食料品とガソリンの価格が約2倍になり、食料価格高騰に抗議する街頭デモが行われた。

### 南米
2008年4月、国連食糧農業機関に加盟している南アメリカ諸国は食料不足及び価格の高騰、それによる暴動への対処について話し合うためブラジルのブラジリア市で会談を行った。

### モザンビーク
2月中旬、モザンビークの地方都市チョクエで始まった暴動は、首都マプトにも広がり、少なくとも4人が死亡した。暴動は地元メディアによって「これは『食料暴動』である」と報道された。バイオ燃料を擁護する人々はこれは実際は軽油の価格抑制を求める『燃料暴動』であるのにメディアが反バイオ燃料の感情を煽るために偏向報道をしていると主張している。

### パキスタン
パキスタンでは陸軍が田畑や倉庫からの収奪を防ぐために出動したが食料の価格上昇を防ぐことはできなかった。新たな大統領に就任したザルダーリーは前政権の食料の食料備蓄が適切でなかったと非難した。

### ミャンマー
かつて世界随一のコメ生産国であったミャンマーは、現在でも自給できる十分なコメを生産してきた。しかし、コメの輸出はミャンマー当局が灌漑や倉庫などのインフラ整備を無視したためにこの40年以上の間に400万トンから去年はたったの4万トンにまで落ち込んだ。
2008年5月3日、サイクロン・ナルギスがもたらした海水により、ミャンマーのコメの穀倉地帯は広範囲にわたって被害を受けた。FAOは東南アジアのコメの65%が被害を受けたと推測している。長期にわたる食料の不足と供給制限の拡大が懸念されている。軍事政権はコメ不足について何も言及しておらず、輸出も以前と変わらず続けている。

エコノミストであり、ミャンマー事情に詳しいオーストラリアのマコーリー大学のショーン・ターナルは2008年5月27日の「The Irriwaddy」のインタビューで「少なくとも次の2回の収穫まではサイクロンによる塩害の影響を免れず、被害を受けたそれらの地域では収穫を得ることができないため、2年間は満足なコメや食料が得られないだろう。経済にも重大な影響を与えるだろう」と語っている。

### パナマ
パナマでは、対応策として高値のコメを政府が買い取り、廉価で販売店に売却した。このコメは「エル・コンピタ」（政府銘柄）として知られ、買い取りには税金が利用された。

### フィリピン
フィリピンでは4月13日、アロヨ政権がこの国では食料暴動など起きておらず、ハイチの状況と比較することなどできないと主張した。セルジオ・アポストル大統領主席法律顧問は「我々はこの問題を何とか解決しようと努力しているのにハイチはそんな素振りは見せていない。我が国では食料不足など起きていない。だから、比較することなどできない」と述べた。 ラウル・ゴンザレス司法長官は、次の日食料暴動はそんなに遠くで起こっているわけではないと語ったが、これはすぐに政権内部から批判された。
4月15日、コメ最大輸入国であるフィリピンは中国、日本や他のアジア諸国に対して、特にこれらの国々の一部採られているコメの禁輸について話し合う緊急会談を持つよう働きかけた。フィリピンのアーサー・ヤップ農業大臣は「自由貿易は頓挫してしまうだろう」と述べた。 2008年4月の終わり、フィリピン政府は世界銀行の専門家がコメ輸出国に対して規制を解除するよう働きかけることを依頼した。

### ロシア
2007年10月、ロシア政府は大統領選前、大衆の不安を抑えるために食料品の小売業者に対して価格を凍結するよう圧力をかけた。2008年5月1日、価格の凍結は解除された。

### セネガル
2008年5月31日、セネガルで食料と燃料の値上がりに抗議する暴動が起きた。この際24人が逮捕、拘留されたが、地元の人権団体は公安当局が逮捕者に対して拷問や他の「名状し難い行為」を行ったと主張した。 さらに2008年4月26日、ダカールでも抗議活動が行われた。

### ソマリア
ソマリアにいた目撃者と政府職員によると、2008年5月5日、数千人のソマリア人が食料価格と通貨価値の崩壊のため暴動を起こし、政府の軍隊と武装した警備員により少なくとも5人が殺害された。この抗議は現在行われている対テロ戦争による深刻な人道の危機の最中に起きた。

### 北米
2008年4月、サムズクラブが外食、小売向けの白米の販売に長期にわたる制限を設けるという報道がなされると、コメ不足は俄かに注目を集めた。他の形態の販売制限はされていない。 これはメキシコの最初の四半期の原油産出量が未曾有の7.8%減少という発表の後に起こった。バイオ燃料の擁護者はトウモロコシとコメ価格は関連がないのにもかかわらず、このことをトウモロコシ由来エタノールは食料価格の上昇とは無関係なのだという彼らの主張の論拠にした。

### イエメン
南イエメンでの暴動は3月後半から始まり、4月初旬まで続き、武器を手にした暴徒によって警察署が襲撃されたり道路が岩で敷き詰められたりした。軍が戦車や他の軍用車両とともに出動した。暴動は数千人の暴徒によって数日のあいだ続き、100人以上が逮捕された。政府は死者は出ていないと主張したが、住民達はけがをした14人のうち少なくとも1人が死亡したと主張している。

## 予想
FAOは穀物価格が2007年12月アフリカで49%、2008年7月ヨーロッパで53%上昇したとする調査結果を公表した。 2008年4月、世界銀行はIMFと共同で危機を軽減するためにアフリカの農家に対して貸し付けを増額したり、ハイチのようにひどく影響を受けた地域に対し緊急融資を行うことを発表した。 しかし、FAOのジャック・ディウフ事務局長によると、WFPは少なくとも1700万米ドルの現金を今すぐに必要としており、100万以上の計画の十数件が実施されたに過ぎないという。2008年4月29日、国連の潘基文事務総長は国連と世界銀行が連携をとってこの危機に立ち向かっていく決意を述べた。

## 各国政府の対応
国際開発農業基金(IFAD)は貧しい農家を援助し食料を増産するために2億米ドルを用意している。
2008年5月2日、米国のブッシュ大統領は7億7000万米ドルを新たに用意することを発表した。
日本のコメ備蓄の放出により、コメの市場価格は劇的に下がるかもしれない。5月16日、その予想のためか、一週間で14%下落した。
2008年4月30日、タイはコメ価格の調節を目的とする米輸出国機構（OREC）の創設を発表した。
2008年7月、FAOは世界の食料安全保障の高レベルの関係者の折衝を行い、価格上昇の被害に遭った60カ国、7500万人の人々に対し、12億米ドルの援助を決めた。
2008年6月、いくつかの人道支援組織がG8の継続的な関与を求めた。

## 食料価格の下落
2008年12月、世界的な商品需要減少の予測、景気後退、石油価格の下落により、主要作物の価格はそれまでの高値から急激に低下した。
シカゴ商品取引所のトウモロコシ価格は6月の1ブッシェル当たり7.99ドルから12月中旬の3.74ドルへと急落し、小麦と米の価格も同様に下落した。 しかし国連食糧農業機関（FAO）は、信用危機によって農家が作付けを減らす可能性があると指摘し、間違った安心感に対して警告を発した。 FAOは本部のあるローマで2009年11月に「世界食料安全保障サミット」(英語版)を主催し、開発途上国での食料価格は依然として高く、世界的な食料安全保障の状況は悪化していると指摘した。
2011年初めまでに食料価格は再び上昇し、2008年の最高値を上回った。
これを2007〜08年に見られた価格上昇の再燃とみる評論家もいる。 景気後退により需要が減退する一方、天候に恵まれて穀物の収穫が増加し、その後の食料価格は下落した。